# Левитина, Софья Ильинична
Со́фья Ильи́нична Леви́тина (1877, Москва, Российская империя — 1950, Москва) — советская актриса.

## Биография
1 декабря 1918 года зачислена в штат Еврейской театральной студии в Москве, которая прекратила существование уже в следующем году.
Снималась в фильмах студии Мосфильм с 1924 по 1944 гг.
С 1943 по 1948 гг. играла в Государственном театре киноактёра.
Снималась в фильмах режиссёров Михаила Ромма, Фёдора Оцепа, Якова Протазанова и других.
Похоронена в колумбарии Донского монастыря.

## Фильмография
- 1924 — Аэлита — председательница домкома
- 1926 — Процесс о трёх миллионах — зрительница в зале суда (нет в титрах)
- 1927 — Земля в плену
- 1927 — Неоплаченное письмо — жена Ершова
- 1927 — Победа женщины
- 1927 — Человек из ресторана
- 1927 — Дон Диего и Пелагея — тюремная заключённая
- 1929 — Бегствующий остров
- 1929 — Чины и люди — эпизод (Анна на шее)
- 1929 — Соперницы — эпизод
- 1930 — Человек остался один — работница
- 1930 — Тихий Дон — мать Натальи
- 1931 — Две матери — Гаврилова, тётя Юлии
- 1931 — Понятая ошибка — Аксинья
- 1934 — Любовь Алёны — эпизод
- 1934 — Петербургская ночь — эпизод
- 1934 — Пышка — пожилая монахиня
- 1935 — Без ошибки — Марфа, повариха детского сада
- 1942 — Секретарь райкома — женщина на опознании
- 1944 — Свадьба — гостья